# Jungermannia hyalina
Jungermannia hyalina là một loài Rêu trong họ Jungermanniaceae. Loài này được Lyell mô tả khoa học đầu tiên năm 1814.